# Saint-Martin-sur-la-Renne
Pour les articles homonymes, voir Saint-Martin.
Saint-Martin-sur-la-Renne est une ancienne commune française du département de la Haute-Marne en région Grand Est. Elle est associée à la commune d'Autreville-sur-la-Renne depuis 1972.

## Géographie
Comme son nom l'indique, ce village est situé sur la Renne.

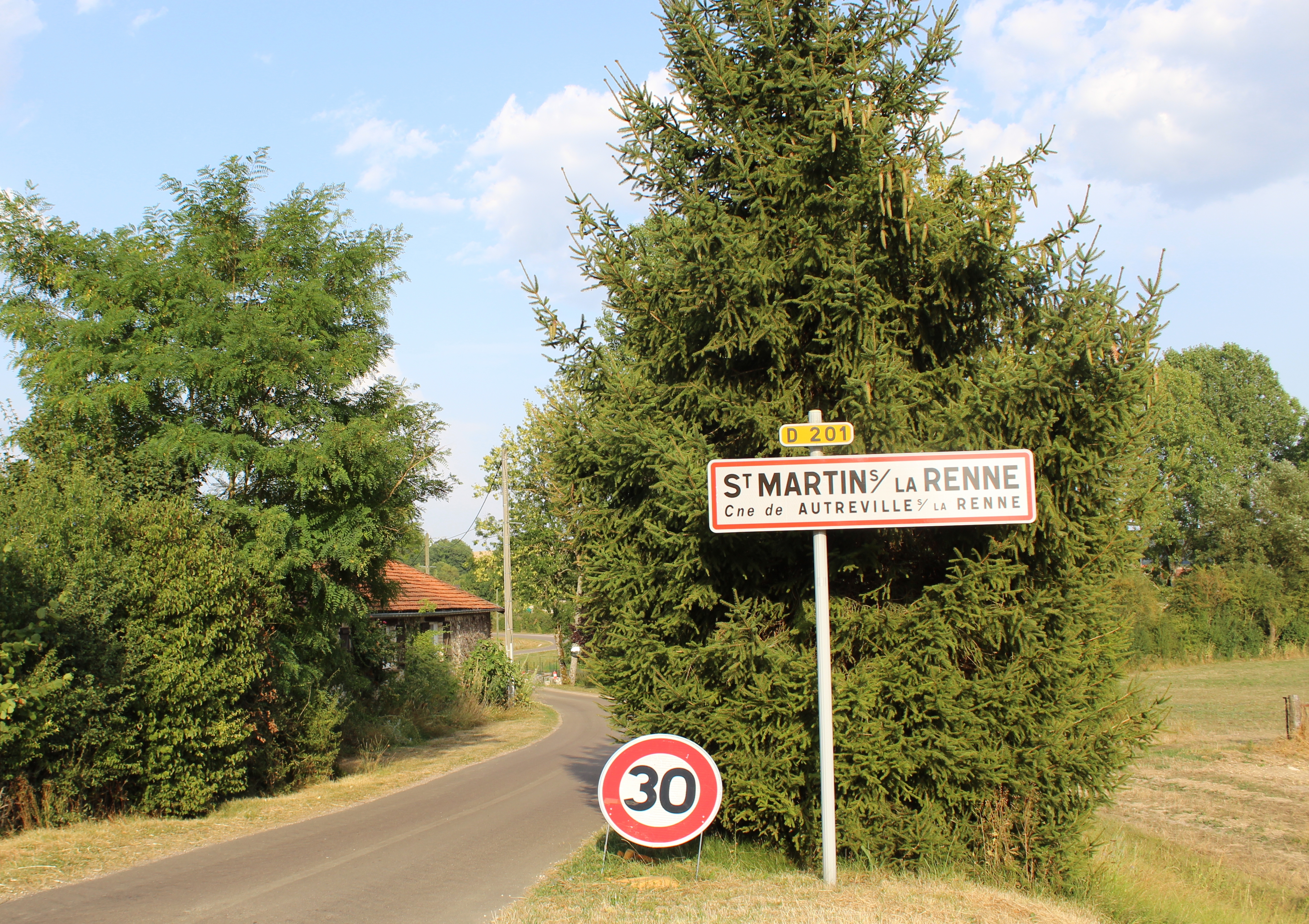
L'entrée du village par la route D201.

## Toponymie
Saint martin est un hagiotoponyme.

## Histoire
Le 1er juin 1972, la commune de Saint-Martin-sur-la-Renne est rattachée à celle d'Autreville-sur-la-Renne sous le régime de la fusion-association. 

## Politique et administration

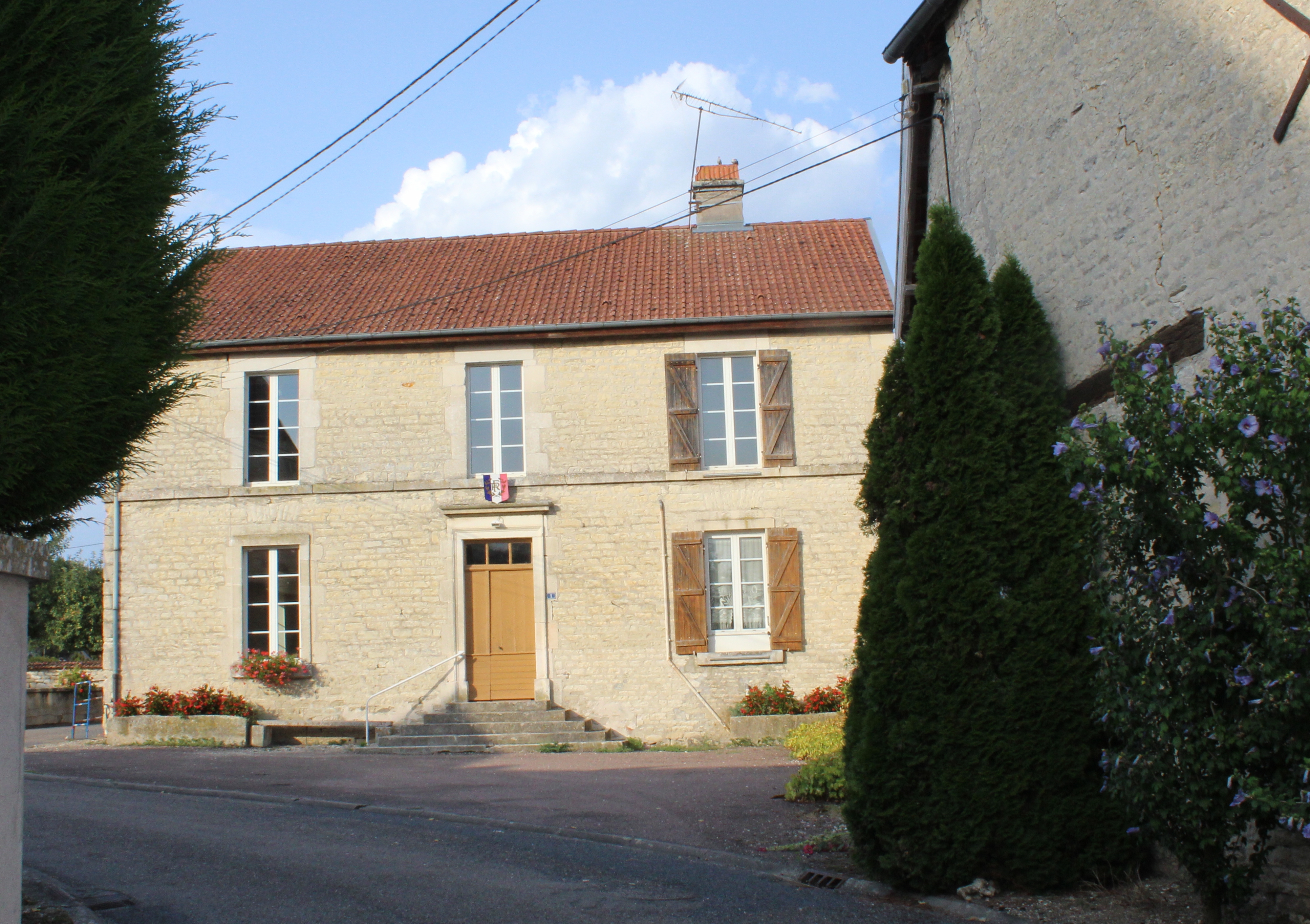
La mairie déléguée.

| Période                                  | Période | Identité        | Étiquette | Qualité |
| ---------------------------------------- | ------- | --------------- | --------- | ------- |
| 2002                                     |         | Colette Colombo |           |         |
| Les données manquantes sont à compléter. |         |                 |           |         |

## Démographie
| 1793 | 1800 | 1806 | 1821 | 1831 | 1836 | 1841 | 1846 | 1851 |
| ---- | ---- | ---- | ---- | ---- | ---- | ---- | ---- | ---- |
| 400  | 429  | 433  | 385  | 413  | 421  | 408  | 394  | 388  |

| 1856 | 1861 | 1866 | 1872 | 1876 | 1881 | 1886 | 1891 | 1896 |
| ---- | ---- | ---- | ---- | ---- | ---- | ---- | ---- | ---- |
| 359  | 340  | 344  | 305  | 285  | 283  | 258  | 250  | 228  |

| 1901 | 1906 | 1911 | 1921 | 1926 | 1931 | 1936 | 1946 | 1954 |
| ---- | ---- | ---- | ---- | ---- | ---- | ---- | ---- | ---- |
| 218  | 207  | 184  | 161  | 140  | 124  | 115  | 112  | 145  |

| 1962 | 1968 | - | - | - | - | - | - | - |
| ---- | ---- | - | - | - | - | - | - | - |
| 105  | 106  | - | - | - | - | - | - | - |

## Lieux et monuments

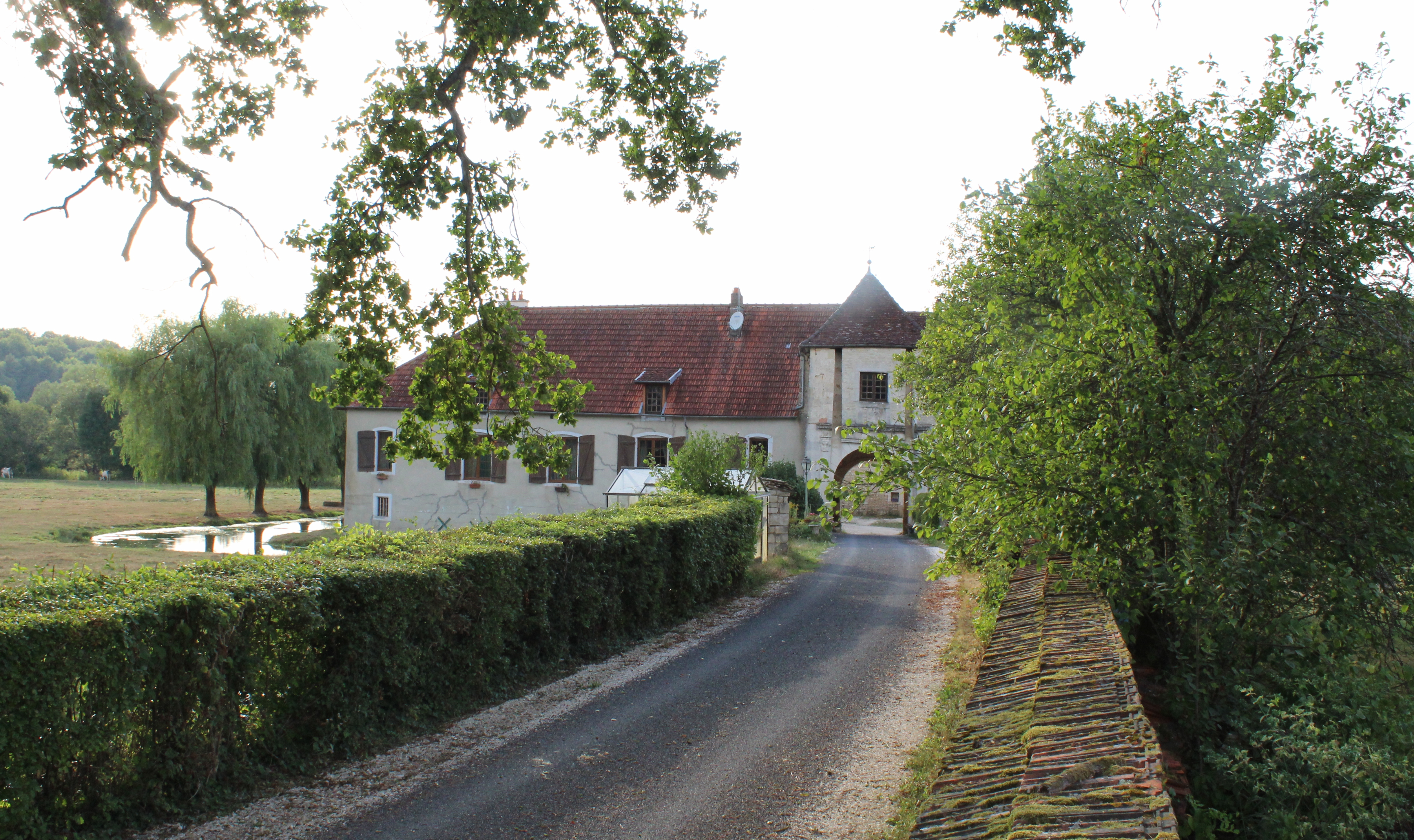
L'entrée du château.
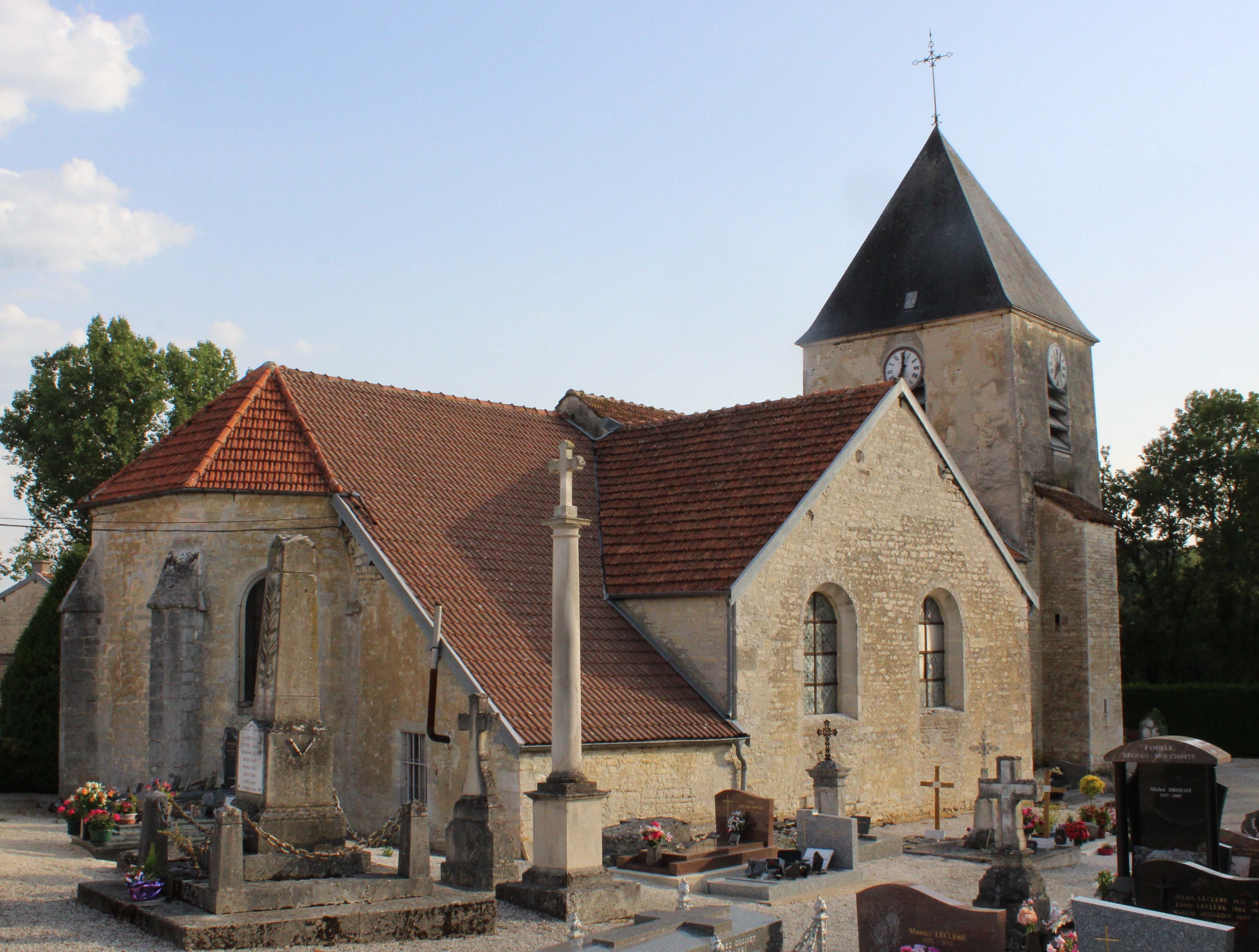
L'église Saint-Martin.
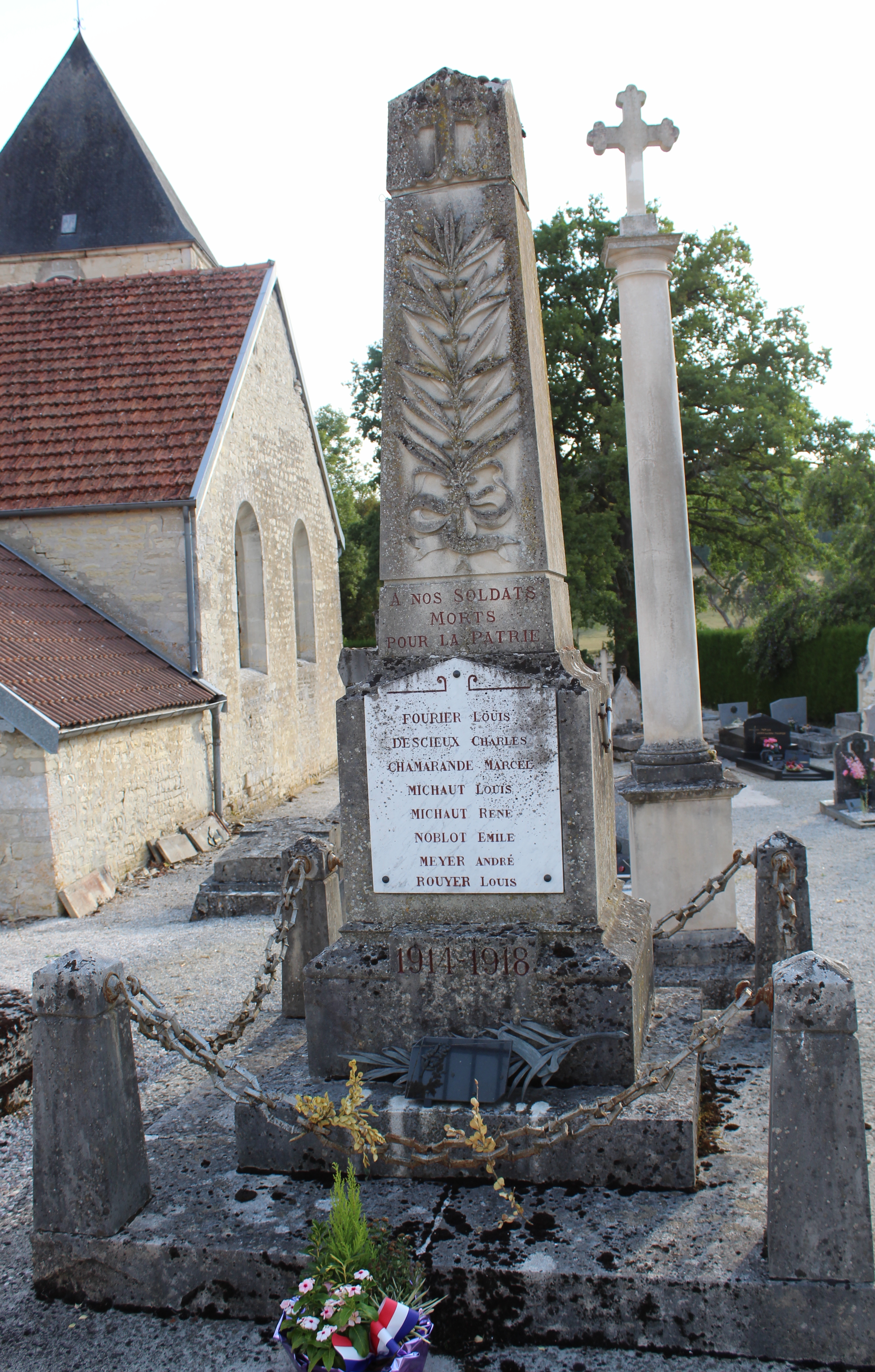
Le monument aux morts.
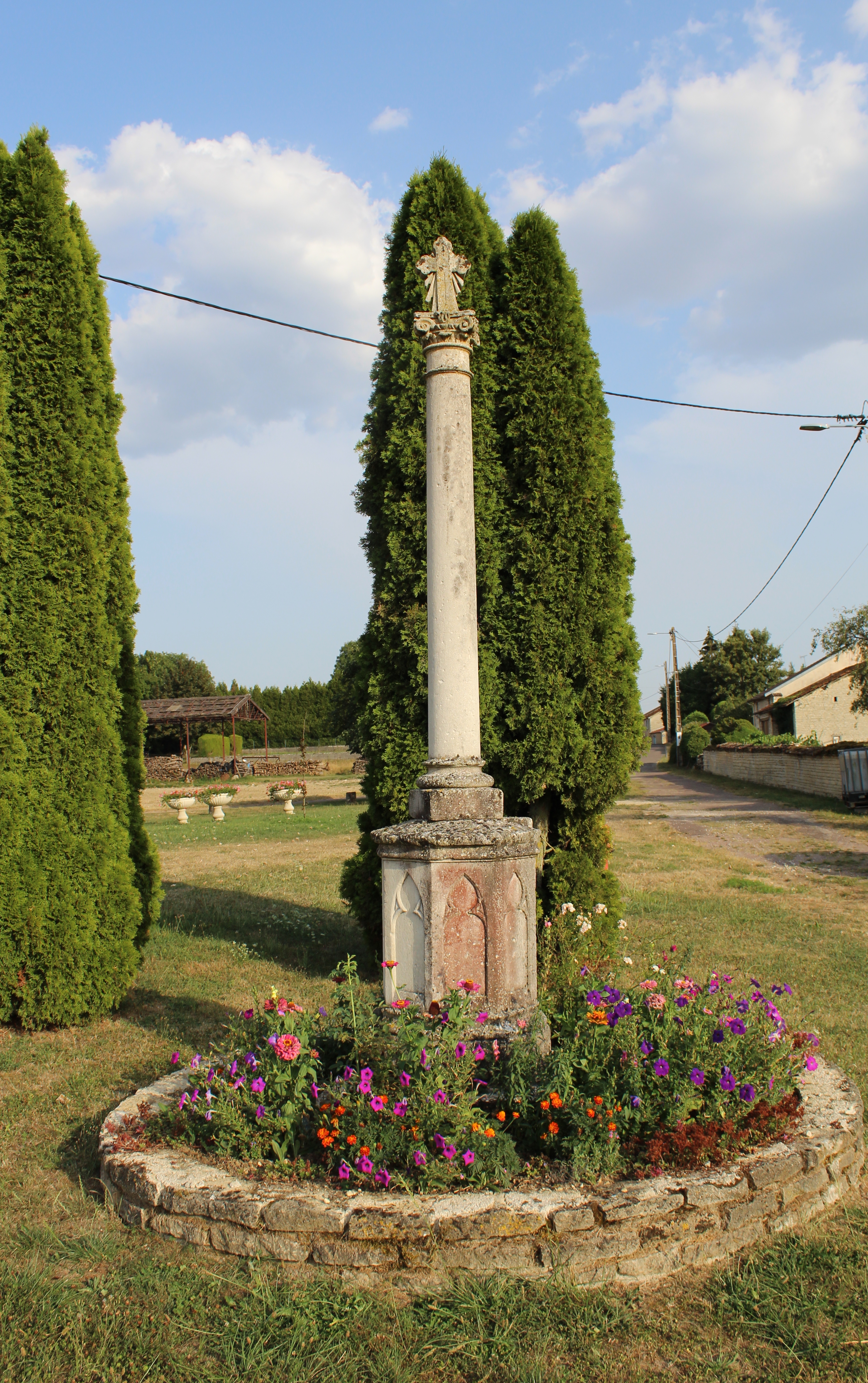
Le calvaire.